# 拉马日斯泰尔
拉马日斯泰尔（法語：Lamagistère，法語發音：[lamaʒistɛʁ]）是法国奧克西塔尼大區塔恩-加龙省的一个市镇，属于卡斯泰尔萨拉桑区。

## 地理
拉马日斯泰尔（44°7'30"N, 0°49'24"E）面积9.1 平方千米，位于法国奧克西塔尼大區塔恩-加龙省，该省份为法国西南部内陆省份，北起顺时针与洛特省、阿韦龙省、塔恩省、上加龙省、热尔省和洛特-加龙省接壤。
与拉马日斯泰尔接壤的市镇（或旧市镇、城区）包括：克莱蒙苏比朗、圣西克斯特、栋扎克、戈尔费什。

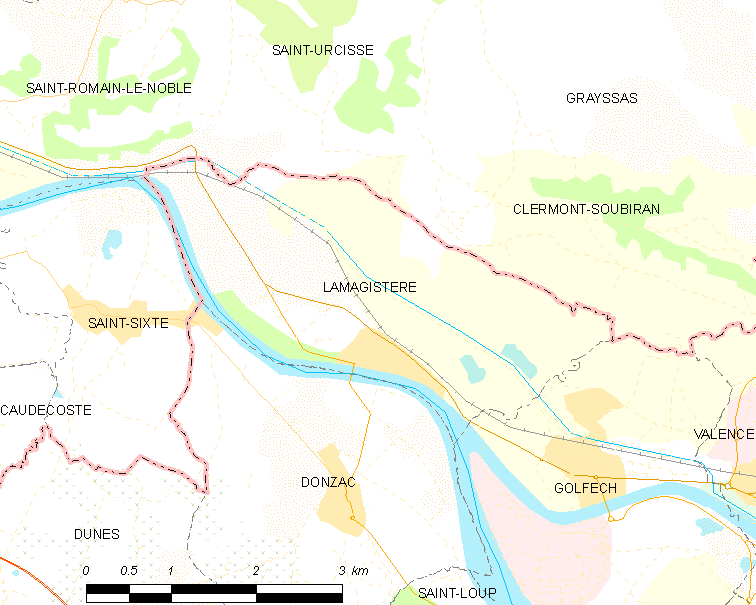
拉马日斯泰尔的OSM定位图

拉马日斯泰尔的时区为UTC+01:00、UTC+02:00（夏令时）。

## 行政
拉马日斯泰尔的邮政编码为82360，INSEE市镇编码为82089。

## 政治
拉马日斯泰尔所属的省级选区为瓦朗斯县。

## 人口

1962-2008年间拉马日斯泰尔人口变化图示

拉马日斯泰尔于2022年1月1日时的人口数量为1213人。